# Humberto Pinedo
Humberto Honorato Pinedo Mendoza (Lima, Perú, 4 de febrero de 1947-Lima, 28 de mayo de 2017) fue un historiador, poeta y periodista peruano, desarrollador de una peculiar visión poética en su país. Apareció en 1968 cuestionando el concretismo simplemente visual brasileño para darle más importancia al contenido social pero sintetizado en sus versos que se denominó "poesía concreta".Es decir influyó en el concretismo.
Asimismo escribió libros de historia Rostros y Rastros del Callao y La Historia de San Miguel buscando reforzar la identidad cultural de su pueblo. Como periodista escribió artículos de un gran contenido social cuestionando al sistema social por discriminativo.

## Biografía
Hijo de Honorato Pinedo Salinas y María Luisa Mendoza, empezó su educación secundaria en el Colegio Alfonso Ugarte de San Isidro. Pertenece a la Generación Poética de 1970. Su afición por la literatura, la docencia, la historia y el periodismo se da en la adolescencia. Estudiò en la Universidad Nacional Mayor de San Marcos hasta el 2002. 
Sobresale en su época por su espíritu iconoclasta en la literatura(poesía concreta) muy a su estilo de poemas con sensibilidad social. El crítico Abelardo Oquendo desde el dominical del" Comercio" de 1973 nos diría que los poemas de Humberto Pinedo golpean y que están separados por pausas y en donde se reitera la angustia , la incomunicación y el furor. Siguió sus caminos humanistas y fue profesor del curso P.P.F.F.R.R.H.H en la I.E. Simón Bolívar de Palomino - Lima en el año 2004 hasta la actualidad.

## Sus inicios
Comienza en 1970 en el Congreso de Poetas de Jauja organizado por el Historiador Juan José Vega. Fue incluido por primera vez en la revista literaria "La Cantuta" en 1973 de la Universidad Guzmán y Valle. Luego publican poemas concretos en el suplemento cultural de "Garcilaso" del diario "Ojo" en 1972 y en 1976 en el suplemento de "Estampa" en el diario "Expreso", y se decide a colaborar en la revista "Oiga". Desde donde se convierte en un francotirador cultural desde su independencia crítica para lograr una mayor participación del pueblo. Léase sus Cartas de protesta desde 1969 a 1975 en la revista de Francisco Igartua desde donde se plantean diferentes cambios en la política cultural. Debate con José Miguel Oviedo y Winston Oriillo en "Oiga" y el diario "Ojo" de 1973.

## Gleba Literaria
Junto con el poeta Jorge Ovidio Vega representaron una corriente literaria denominada "El Realismo Continuo" y el "Realismo Concreto". A Humberto Pinedo se le conoce como "El poeta concreto" desde 1972. Impusieron desde la revista "Gleba Literaria" un nuevo estilo literario. Es en Gleba Literaria N-3 en donde delinean los tipos de rupturas literarias y culturales. De acuerdo a algunos críticos eran muy originales para esa época usando arcaísmos, rompiendo el lenguaje y tocando a la realidad inmediata como testimonio. Quizás muy influenciado por Huidobro, Vallejo, Paz. Así lo sostiene el crítico Augusto Tamayo Vargas. Es la época en que se rompe "Gleba Literaria" y se crea "Hora Zero" cada uno en posiciones diferentes. En "Gleba" se hacía ruptura contra la literatura populista, panfletaria, buscando otras formas de comunicarse, en "Hora Zero" se planteaba la ruptura literaria contra todos los escritores peruanos, rescatando el aporte de César Vallejo y Javier Heraud.

## Otras actividades
Ha trabajado como periodista en el diario "Expreso" y "Extra" de 1975 a 1984 y el diario "El Faro" del Callao en 1994, en la revista "Oriental", "Nuevo Callao", "Nuevo Reportaje", "El Maretazo" y finalmente en la revista "Prensa Ancashina". Enseñó Periodismo en la Escuela Superior de Periodismo Jaime Bauzate y Meza. La importancia es que en la mayoría de estos medios fue columnista cultural y articulista. Participó en diferentes congresos de escritores: en Jauja 1970, en Tingo María en 1978 y en 1975 en el Congreso de Escritores de Venezuela. Luego en los eventos literarios realizados por la Casa del Poeta del Perú. Fue Presidente de la Casa del Poeta del Callao en 1987 buscando darle mayor oportunidad a los jóvenes escritores. Falleció el 28 de mayo de 2017, víctima de un infarto de miocardio en Lima.

## Obras
Ha publicado:
- Olguita amando [1] (1972);
- Topus [2] (1985);
- Avizor (1987);
- Rostros y Rastros del Callao (1991);
- Convulsión (1998);
- La Historia de San Miguel [3] (2010);
- ¡Yo no hice nada!: Sobre la idiosincrasia peruana (2013);
- Antología máxima. Por Caballero Lío (2015)
- ¡Palaciego In Memoriam!: Selección de textos de Humberto Pinedo (2018)[4]

Ha sido incluido en las revistas literarias "Mabu", "Harawi", "La Cantuta", "Girangora", "Península", "Tortuga Ecuestre" y en los suplementos dominicales del diario "El Comercio" en 1973 y "Ojo", como también en el libro de Historia "El Callao para los principiantes" en el 2006 Luego ha sido incluido en las 2O antologías de poesía, cuento y ensayos de la editorial "Amantes del País" de José Beltran Peña. También entrevistaba a los intelectuales en el programa televisivo "Caras de la Cultura” de Jn 19 hasta el 2011. Ha sido Especialista de Cultura de la Dirección de Educación del Callao en el 2005.Incluido en los blogs literarios de "Noble Katerba", "Villa Literaria", "Chim Pum Callao" y la Biblioteca Municipal de San Luis. En Youtube ha sido incluido en una selección de poetas chalacos y de la Historia de San Miguel. Como también se le ha editado un CD de los poetas chalacos Región Callao 2008.

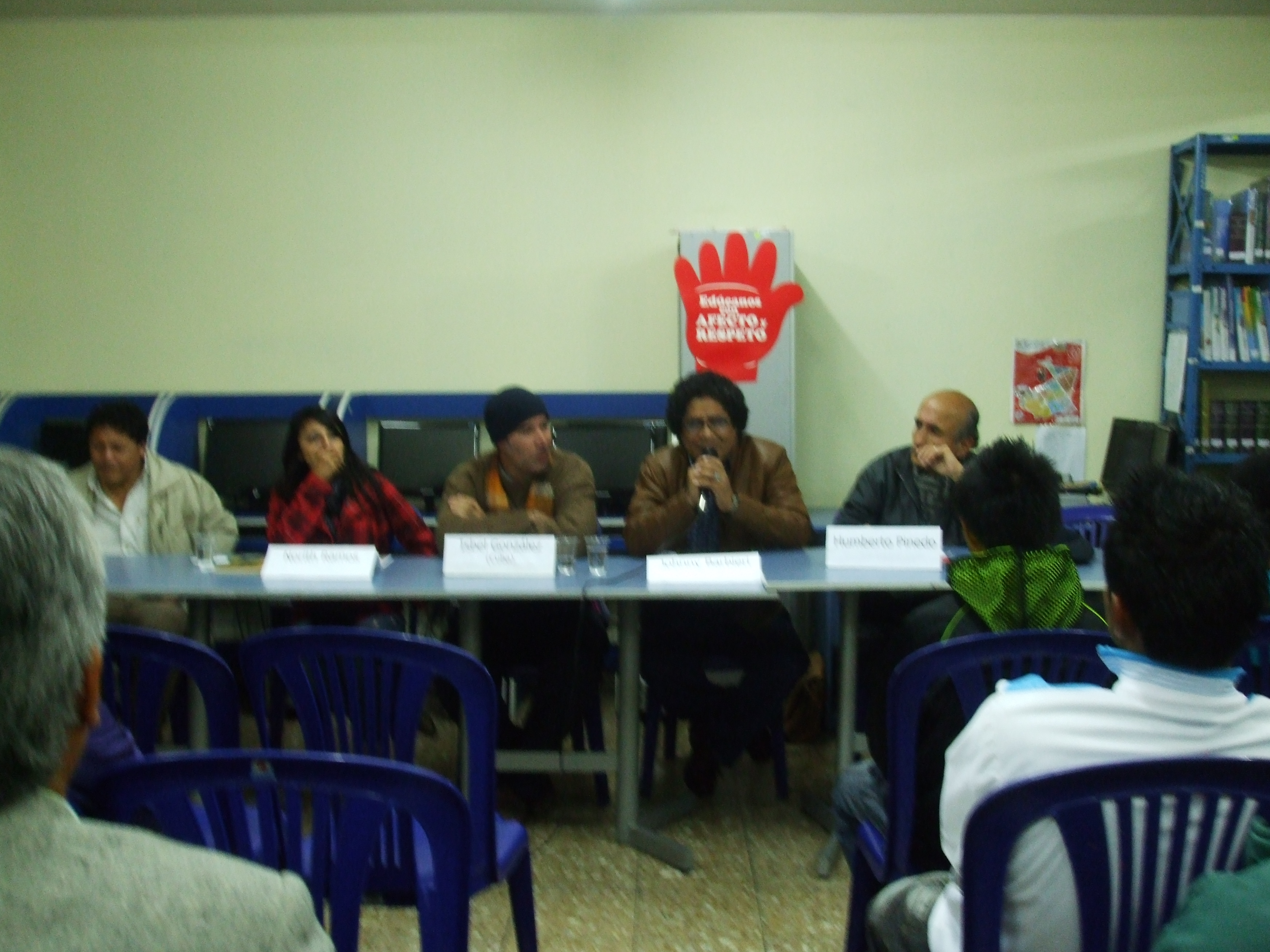
Manuel Nùñez del Pardo Dàvila, Norith Ramos, Isbel Gonzàlez (poeta cubano) Johnny Barbieri y Humberto Pinedo, en un recital de poesía.

De la misma forma han sido incluido sus comentarios literarios en Letralia 257-Venezuela-Portal de la poesía venezolana el 22-3-12 y en las imágenes de Poemas Concretos del blog Discover Latest Info Washington el 5 de abril del 2012. Sus comentarios también lo toman en cuenta en la revista de la Sociedad Cultura Chilena en el 2011.Ha sido incluido en la Antología de la Poesía Castellana-Madrid,en el blog de Poetas e Escritores do Amor e da paz-Brasil.En el círculo literario "Cerca de Ti" -España y reconocido por su labor poètica y de comunicador social en Veracruz

## Investigación sobre sus obras
Humberto Pinedo ha sido estudiado por los críticos literarios Augusto Tamayo Vargas, César Toro Montalvo, Jesús Cabel, José Beltran Peña, Leoncio Luque Ccota donde llegan a la conclusión de que Humberto Pinedo está influenciado por los poetas del siglo de oro español, el experimentalismo concreto brasileño y la fuerza social de Vallejo. El crítico Augusto Tamayo Vargas en su libro de Literatura Peruana agregaría que también usa arcaísmos peruanos para darle una mejor tonalidad expresiva a sus versos. "Frunzo mi ceño y no me corro" o "Por caballero lío idílica afrenta a raposos burócratas". Carlos Zúñiga dice de su libro "Olguita Amando" que es un florilegio vital de profundos poemas de amor profesado con su primera esposa Olga Vigo. En cambio Leoncio Luque Ccota refiere que "Convulsión" testimonia la época vital y existencial de la subversión el Perú entre 1980 al 2000. Como también César Toro Montalvo sostiene con respecto a su libro "Topus"" que Humberto Pinedo practica un realismo concreto con un experimentalismo a ultranza buscando darle sentido a las palabras y al ritmo fonético para conseguir una mejor comunicación con el lector sobre sus libros de Historia "Rostros y Rastros del Callao", refiere el crítico Mario Aragón que es un documento histórico de gran valor para los estudiantes chalacos.En Veracruz Isidoro Gòmez sostiene que la poesía de Humberto Pinedo nos conmociona por su rebeldía y valores humanos

## Artículos recientes
1. “Poesía hispanoamericana o poemas aluviónicos” [5][6][7]
2. "‘Suicidas Sub 21' y el desenfado social" [8][9]
3. “Eros y Tánatos. Profecía o trance” [10][11]
4. “Los ‘Suicidas del 89’ o una simbiosis provocadora” [12][13][14][15][16]
5. "Los limeños: Realidades y compensaciones” [17][18][19]
6. “Educación - Los padres no sobreprotegían a sus hijos” [20][21][22]
7. "'Asu Mare', drama de la pequeña burguesía peruana" (coautoría)[23][24][25]
8. "Las psicopatías de los limeños y la TV peruana" [26][27][28][29]
9. "El Perú. Pueblo de oportunidades y frustraciones" [30][31][32]
10. "Los cyber juegos y la educación peruana" [33][34]
11. "Manuel Scorza y Jaime Guadalupe. Dos relámpagos perpetuos" [35][36]
12. "El paraíso perdido de Lorgio Guíbovich" [37]
13. "Leoncio Luque y el 'Copé de Oro'" [38][39]
14. "La educación peruana: una gran estafa'" [40][41][42]
15. "Reducción de la desnutrición crónica infantil en el Perú" [43][44]
16. "La irreverencia de la revista “Olandina” N.º 37 y su época" [45][46][47]
17. "¡La aurora boreal de Moreno Ravelo!" (coautoría)[48][49][47][50][51]
18. "El racismo en el Perú. El cholo que cholea al ‘cholo’" (coautoría)[52][53][54][55]